# Karaté aux Jeux panaméricains de 2019
Navigation
2015
Les compétitions de karaté aux Jeux panaméricains de 2019 ont lieu du 9 au 11 août 2019 à Lima, au Pérou. 

## Médaillés

### Hommes
| Kata individuel  | Antonio José Díaz (VEN)                           | Ariel Torres Gutierrez (USA)                                  | Mariano Wong (PER)                                                |  |  |  |
| Kata individuel  | Antonio José Díaz (VEN)                           | Ariel Torres Gutierrez (USA)                                  | Hector Cencion (PAN)                                              |  |  |  |
| Kata par équipes | Pérou John Trebejo Oliver del Castillo Carlos Lam | Mexique Waldo Martinez Diego Rosales Jesus Leonardo Rodriguez | Brésil Guilherme Silva Lucas Santos Victor Mota                   |  |  |  |
| Kata par équipes | Pérou John Trebejo Oliver del Castillo Carlos Lam | Mexique Waldo Martinez Diego Rosales Jesus Leonardo Rodriguez | Argentine Martin Juiz Luca Mateo Impagnatiello Sebastián González |  |  |  |
|                  |                                                   |                                                               |                                                                   |  |  |  |
| - 60 kg          | Joaquin Gonzalez Lavin (CHI)                      | Douglas Brose (BRA)                                           | Jovanni Martinez (VEN)                                            |  |  |  |
| - 60 kg          | Joaquin Gonzalez Lavin (CHI)                      | Douglas Brose (BRA)                                           | Maximiliano Larrosa (URU)                                         |  |  |  |
| - 67 kg          | Andres Madera Delgado (VEN)                       | Camilo Velozo (CHI)                                           | Deivis Ferreras (DOM)                                             |  |  |  |
| - 67 kg          | Andres Madera Delgado (VEN)                       | Camilo Velozo (CHI)                                           | Vinicius Figueira (BRA)                                           |  |  |  |
| - 75 kg          | Thomas Scott (USA)                                | Hernani Verissimo (BRA)                                       | Allan Maldonado (GUA)                                             |  |  |  |
| - 75 kg          | Thomas Scott (USA)                                | Hernani Verissimo (BRA)                                       | Anderson Soriano (DOM)                                            |  |  |  |
| - 84 kg          | Carlos Sinisterra (COL)                           | Kamran Madani (USA)                                           | Freddy Valera (VEN)                                               |  |  |  |
| - 84 kg          | Carlos Sinisterra (COL)                           | Kamran Madani (USA)                                           | Alan Ever Cuevas (MEX)                                            |  |  |  |
| + 84 kg          | Brian Irr (USA)                                   | Daniel Gaysinsky (CAN)                                        | Diego Lenis (COL)                                                 |  |  |  |
| + 84 kg          | Brian Irr (USA)                                   | Daniel Gaysinsky (CAN)                                        | Rodrigo Rojas (CHI)                                               |  |  |  |

### Femmes
| Kata individuel  | Sakura Kokumai (USA)                                                                    | Maria Dimitrova (DOM)                                           | Andrea Armada (VEN)                                              |  |  |  |
| Kata individuel  | Sakura Kokumai (USA)                                                                    | Maria Dimitrova (DOM)                                           | Ingrid Aranda (PER)                                              |  |  |  |
| Kata par équipes | République dominicaine Maria Dimitrova Franchel Velazquez Oviedo Sasha Serena Rodriguez | Mexique Cinthia de la Rue Pamela Contreras Victoria Cruz Romano | Brésil Carolaini Pereira Sabrina Pereira Izabel Cristine Cardozo |  |  |  |
| Kata par équipes | République dominicaine Maria Dimitrova Franchel Velazquez Oviedo Sasha Serena Rodriguez | Mexique Cinthia de la Rue Pamela Contreras Victoria Cruz Romano | Pérou Saida Karlen Salcedo Sol Maria Romani Rosa Almarza         |  |  |  |
|                  |                                                                                         |                                                                 |                                                                  |  |  |  |
| - 50 kg          | Shannon Nishi (USA)                                                                     | Alicia Hernández (MEX)                                          | Cheili Gonzalez (GUA)                                            |  |  |  |
| - 50 kg          | Shannon Nishi (USA)                                                                     | Alicia Hernández (MEX)                                          | Jessica De Paula (BRA)                                           |  |  |  |
| - 55 kg          | Valéria Kumizaki (BRA)                                                                  | Kathryn Campbell (CAN)                                          | Baurelys Torres (CUB)                                            |  |  |  |
| - 55 kg          | Valéria Kumizaki (BRA)                                                                  | Kathryn Campbell (CAN)                                          | Paula Ivonne Flores (MEX)                                        |  |  |  |
| - 61 kg          | Alexandra Grande (PER)                                                                  | Claudymar Garces (VEN)                                          | Karina Diaz Medina (DOM)                                         |  |  |  |
| - 61 kg          | Alexandra Grande (PER)                                                                  | Claudymar Garces (VEN)                                          | Xhunashi Caballero (MEX)                                         |  |  |  |
| - 68 kg          | Tanya Rodriguez (DOM)                                                                   | Susana Li (CHI)                                                 | Wendy Mosquera (COL)                                             |  |  |  |
| - 68 kg          | Tanya Rodriguez (DOM)                                                                   | Susana Li (CHI)                                                 | Marianth Cuervo Baute (VEN)                                      |  |  |  |
| + 68 kg          | Pamela Rodriguez (DOM)                                                                  | Omaira Molina (VEN)                                             | Isabel Aco (PER)                                                 |  |  |  |
| + 68 kg          | Pamela Rodriguez (DOM)                                                                  | Omaira Molina (VEN)                                             | Cirrus Lingl (USA)                                               |  |  |  |

## Tableau des médailles
| Rang  | Nation                 | Or | Argent | Bronze | Total |
| ----- | ---------------------- | -- | ------ | ------ | ----- |
| 1     | États-Unis             | 4  | 2      | 1      | 7     |
| 2     | République dominicaine | 3  | 1      | 3      | 7     |
| 3     | Venezuela              | 2  | 2      | 4      | 8     |
| 4     | Pérou                  | 2  | 0      | 4      | 6     |
| 5     | Brésil                 | 1  | 2      | 4      | 7     |
| 6     | Chili                  | 1  | 2      | 1      | 4     |
| 7     | Colombie               | 1  | 0      | 2      | 3     |
| 8     | Mexique                | 0  | 3      | 3      | 6     |
| 9     | Canada                 | 0  | 2      | 0      | 2     |
| 10    | Guatemala              | 0  | 0      | 2      | 2     |
| 11    | Argentine              | 0  | 0      | 1      | 1     |
| 11    | Cuba                   | 0  | 0      | 1      | 1     |
| 11    | Panama                 | 0  | 0      | 1      | 1     |
| 11    | Uruguay                | 0  | 0      | 1      | 1     |
| Total | Total                  | 14 | 14     | 28     | 56    |